# Emydura
Emydura, as tartarugas australianas de pescoço curto, são um gênero de tartarugas da família Chelidae. Foi parafilético com Elseya. Consequentemente, foi dividido em dois gêneros Myuchelys e Elseya por Thomson & Georges, 2009. Eles podem crescer bastante, 30 cm ou mais não é incomum e têm uma vida útil de cerca de 20-30 anos. Geralmente não hibernam, pois o clima mais quente permite que permaneçam ativos o ano todo; eles também passam mais tempo na água do que outras variedades.
Eles são caracterizados por uma faixa branca começando no nariz e descendo pelo pescoço, bem como uma concha mais armada. Na Austrália, o público exige uma licença básica de répteis para comprar esses animais; tirar da natureza é estritamente proibido.

## Sistemática

### Espécies
Espécies e subespécies notáveis organizadas de acordo com a revisão mais recente de Georges & Thomson, 2010 com algumas modificações após Kehlmaier et al. 2019 são:
- Emydura australis (Gray, 1841)
- Emydura gunaleni Smales, McCord, Cann, & Joseph-Ouni, 2019
- Emydura macquarii (Gray, 1830)[6]
  - Emydura macquarii macquarii
  - Emydura macquarii krefftii
  - Emydura macquarii nigra
  - Emydura macquarii emmotti
- Emydura subglobosa (Krefft 1876)[7]
  - Emydura subglobosa subglobosa
  - Emydura subglobosa worrelli
- Emydura tanybaraga Cann, 1997[8]
- Emydura victoriae (Gray 1841)[9]